# Oleh Molyboha
Oleh Oleksijowytsch Molyboha (ukrainisch Олег Олексійович Молибога; * 27. Februar 1953 in Dnipro, Sowjetunion; † 9. Juni 2022 in Moskau, Russland) war ein sowjetischer Volleyballspieler.